# (30705) Идей
(30705) Идей (лат. Idaios) — троянский астероид Юпитера, двигающийся в точке Лагранжа L5, в 60° позади планеты. Астероид был открыт 16 октября 1977 года голландскими астрономами К. Й. ван Хаутеном, И. ван Хаутен-Груневельд и Томом Герельсом в Паломарской обсерватории и назван в честь одного из участников Троянской войны.

Орбита астероида Идей и его положение в Солнечной системе
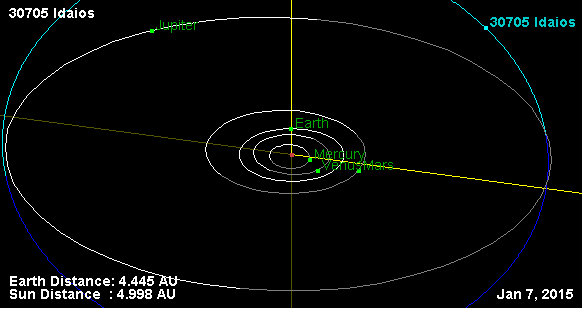
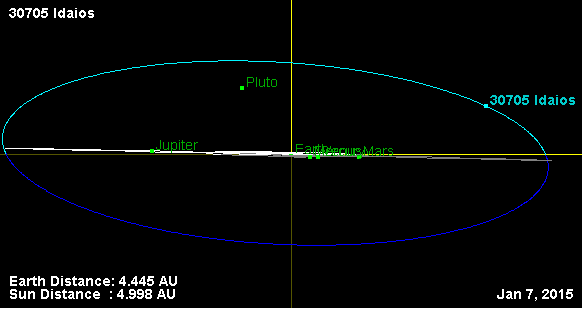